# Ignaz Urban

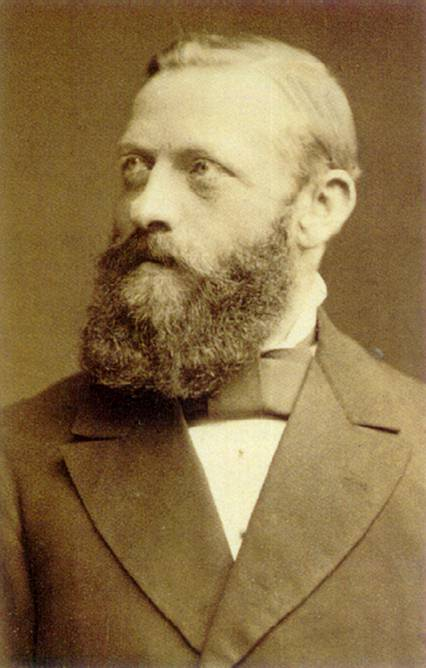
Ignaz Urban 1881

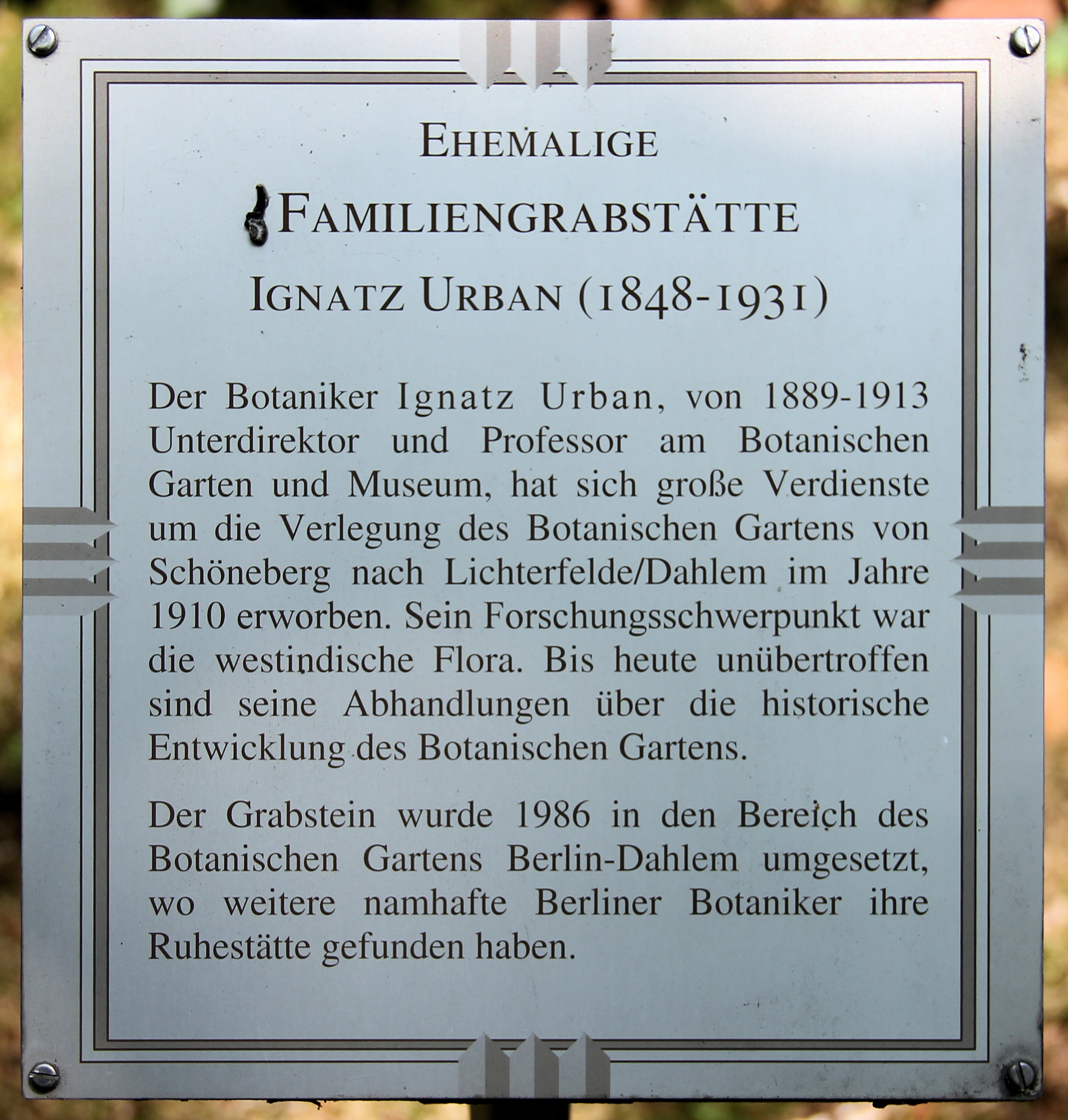
Gedenktafel am Thuner Platz 2–4, in Berlin-Lichterfelde

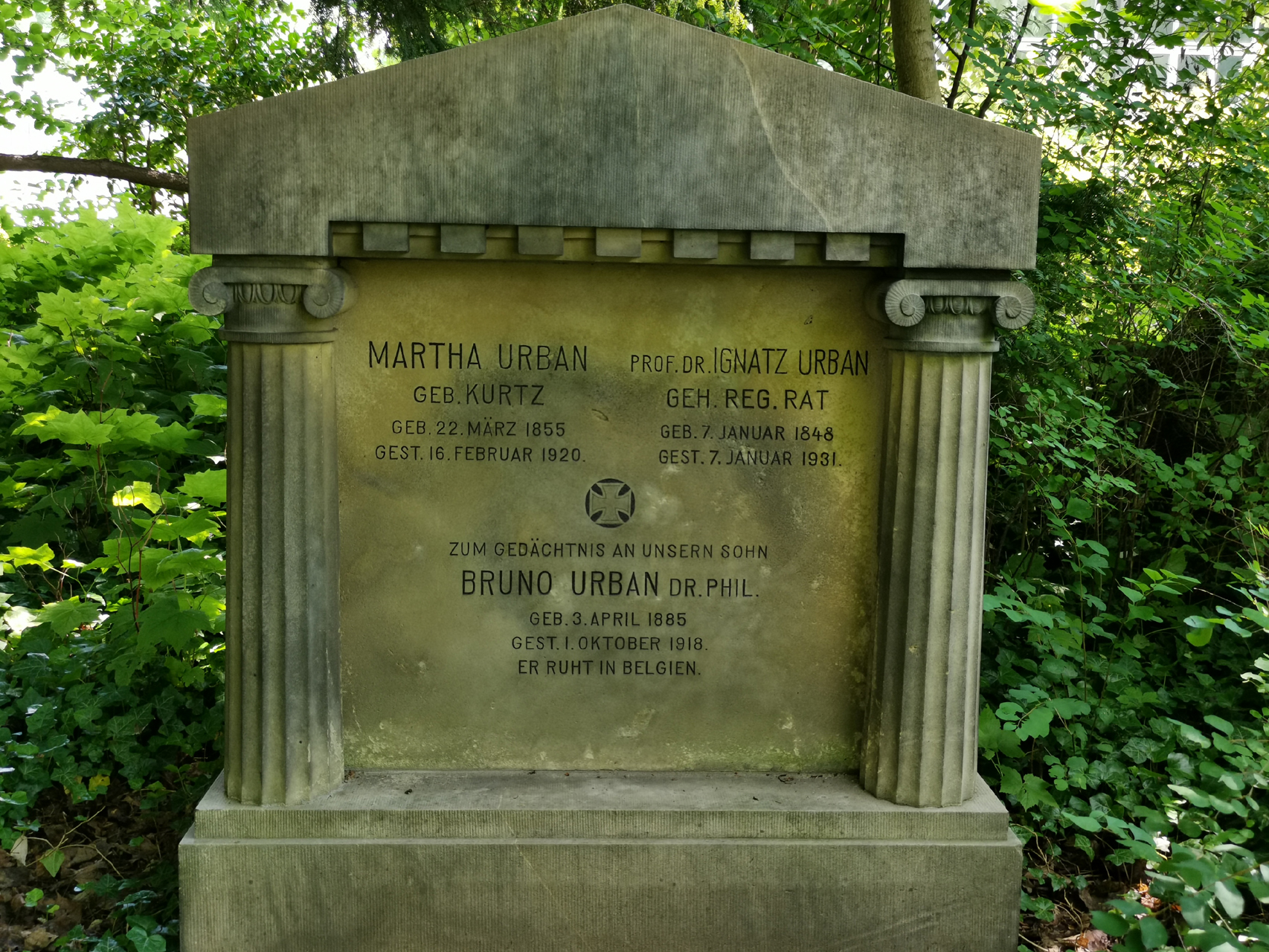
Grab im Botanischen Garten Berlin

Ignaz Urban (* 7. Januar 1848 in Warburg; † 7. Januar 1931 in Berlin-Steglitz; auch Ignatz Urban, Ignatius Urban) war ein deutscher Botaniker und Spezialist für westindische Flora. Sein offizielles botanisches Autorenkürzel lautet „Urb.“

## Leben
Urban besuchte das Gymnasium Marianum in Warburg und studierte anschließend Philologie und Naturwissenschaften an der Rheinischen Friedrich-Wilhelms-Universität zu Bonn und an der Friedrich-Wilhelms-Universität zu Berlin, wo er 1873 als Schüler von Paul Friedrich August Ascherson zum Dr. phil. promovierte.
Nachdem er 1869–1870 als Freiwilliger im Alexander-Regiment war, nahm er 1870–1871 am Deutsch-Französischen Krieg teil. Während dieser Zeit schrieb er ein Tagebuch, das er auszugsweise 1914 veröffentlichte.
Von 1873 bis 1878 unterrichtete er als Lehrer am Pädagogium in Groß-Lichterfelde. Während dieser Zeit veröffentlichte er Artikel über die lokale Flora von Lichterfelde und besonders über den Schneckenklee.
1878, mit 30 Jahren, wurde Urban Erster Assistent am Botanischen Garten von Schöneberg, 1883 dessen Kustos und nach dem Tod des Direktors August Wilhelm Eichler 1887 bis 1889 zur Ernennung Adolf Englers als Nachfolger Interimsdirektor. 1885 wurde er Mitglied der Deutschen Akademie der Naturforscher Leopoldina. Von 1889 bis 1913 war er Unterdirektor und Professor am Botanischen Garten und Botanischen Museum Berlin in Dahlem. Als solcher war er maßgeblich an der Verlegung des Botanischen Gartens vom heutigen Heinrich-von-Kleist-Park in Schöneberg nach Dahlem beteiligt (zwischen 1899 und 1910). 1903 bekam Urban als Auszeichnung den Titel Geheimer Rat verliehen. 1914 wurde er in die American Academy of Arts and Sciences gewählt.
Ignaz Urban wurde auf dem Parkfriedhof Lichterfelde bestattet. Nach Auflassung der Grabstelle wurde der Grabstein zu seinem Andenken in den Botanischen Garten Berlin versetzt.
Er war seit Juli 1883 verheiratet mit Martha Urban, geborene Kurtz, (* 22. März 1855 in Berlin; † 16. Februar 1920 in Lichterfelde). Gemeinsam hatten sie einen Sohn Bruno Urban (* 3. April 1885 in Schöneberg; † 1. Oktober 1918 im Kriegslazarett). Nach Martha Urban benannt ist die Pflanzengattung Marthella Urb. aus der Familie der Burmanniaceae.

## Wirken
Urbans Spezialgebiet war die Morphologie, Biologie und Systematik der Phanerogamen, die Aufstellung neuer Gattungen und Arten von Blütenpflanzen; speziell solcher aus den Tropen Südamerikas und der Karibik. Viele Pflanzen aus dieser Region hat Urban benannt und als erster wissenschaftlich beschrieben. Eine der bekanntesten Pflanzen, die Urban entdeckte, ist die Passiflora tulae. Eine andere Passionsblume benannte der amerikanische Botaniker Ellsworth Paine Killip (1890–1968) nach Urban Passiflora urbaniana.

## Werke
- Erschienen im Jahrbuch des Königlichen Botanischen Gartens und des Botanischen Museums zu Berlin
  - Bd. I, 1881: Geschichte des Köngl. botanischen Gartens und des Köngl. Herbariums, […], S. 1–164
  - Bd. II, 1883: Monographie der Familie der Turneraceen, S. 1–150
  - Bd. II, 1883: Zur Biologie und Morphologie der Rutaceen, S. 366–405
  - Bd. III, 1884: Kleinere Mitteilungen über Pflanzen des Berliner bot. Gartens und Museums, Teil I, S. 234–252
  - Bd. IV, 1886: Kleinere Mitteilungen über Pflanzen des Berliner bot. Gartens und Museums, Teil II, S. 241–259
  - Bd. IV, 1886: Die Bestäubungseinrichtungen bei den Loasaceen, S. 364–388
- Symbolae Antillanae Seu Fundamenta Flora Indiae Occidentalis, Fratres Borntraeger, Lipsiae 1902
- Flora von Groß–Lichterfelde und Umgebung. In: Verhandlungen des Botanischen Vereins für die Provinz Brandenburg. 22. Jg., Berlin 1881, S. 26 ff. Digitalisat

## Nach Urban benannte Taxa
Ihm zu Ehren wurden folgende Pflanzengattungen benannt:
- Neo-urbania Fawc. & Rendle aus der Familie der Orchideen, jetzt Maxillaria
- Ignurbia B.Nord. aus der Familie der Korbblütler (Asteraceae)
- Urbananthus R.M.King  &  H.Rob. aus der Familie der Korbblütler (Asteraceae)
- Urbanella Pierre aus der Familie der Sapotengewächse (Sapotaceae)
- Urbania Phil. aus der Familie der Eisenkrautgewächse (Verbenaceae)
- Urbaniella Dusén ex Melch. aus der Familie der Trompetenbaumgewächse (Bignoniaceae)
- Urbanisol Kuntze aus der Familie der Korbblütler (Asteraceae)
- Urbanodendron Mez aus der Familie der Lorbeergewächse (Lauraceae)
- Urbanodoxa Muschl.  aus der Familie der Kreuzblütler (Brassicaceae)
- Urbanoguarea F. Allam. aus der Familie der Mahagonigewächse (Meliaceae)
- Urbanolophium Melch. aus der Familie der Trompetenbaumgewächse (Bignoniaceae)
- Urbanosciadium H. Wolff aus der Familie der Doldenblütler (Apiaceae)